# 富牌國際機場
富牌國際機場，是一個服務于越南北中部順化市的機場。

## 歷史
本機場最初是法国殖民政府修建，以服務當時的越南京城順化。越南戰爭時期，机场被美军用于支持打击北越共產黨軍隊的军事行动。其後經過了多次維修和升級，擴展跑道以容納大型飛機，以及滑行道系統、停機坪、排水系統、導航燈系統。
2005年10月30日，一架奧地利航空波音737旅遊包機自寮國龍坡邦安全抵達富牌機場，該航班亦爲2002年後越南政府批准接待國際航班後的首個國際航班。
2008年2月26日，越南中部機場管理局局長黃城與新加坡樟宜機場管理投資有限公司總裁趙國鋒在河內簽署了諒解備忘錄，以投資、發展與經營富牌國際機場。該諒解備忘錄是越南政府啟動旅遊業總體計劃的一部分，旨在將承天順化省發展為越南的下一個國際旅遊目的地。
2007年8月16日，根據越南總理評定，富牌機場成為越南的第四大國際機場（於2007年9月1日正式宣布），金蘭國際機場為第五。
2013年2月23日，富牌国际机场暂停运营维修跑道，并于同年9月20日重新开启，期间飛抵順化的航班改爲降落在峴港國際機場。
2023年6月，启用新的T2航站楼，由越南机场公司投资约2.250万亿越南盾（合9,690万美元）建成。富牌国际机场T2航站楼占地建筑面积约22,380平方米，年旅客吞吐量500万人次，其中，国内旅客400万人次，国际旅客100万人次。

## 地理位置
富牌國際機場位於順化市香水市社，西北距順化市中心15公里，經緯度為16°24′06″N, 107°42′10″E。跑道長2675米，寬45米，有照明燈光服務于夜間航班。

## 服務能力
本機場可容納空客A320等中程飛機。2006年共有2,327架飛機起降，24.8萬旅客。
2007年旅客量超過50萬人次，位列越南機場旅客量第5名。2008年金蘭國際機場旅客量達63.8萬人次，超越富牌國際機場成爲越南旅客量第4的機場。2014年，富牌國際機場旅客量為115.9萬人次，而相比之下金蘭國際機場旅客量為206.2萬人次。

## 航空公司與航點
| 航空公司       | 目的地                 |
| -------------- | ---------------------- |
| 捷星太平洋航空 | 胡志明市、大叻         |
| 越竹航空       | 河內                   |
| 越南航空       | 胡志明市、河內         |
| 越捷航空       | 胡志明市、河內         |
| 越南海鷗航空   | 峴港                   |
| 越旅航空       | 台中(2024年9月6日開辦) |